# Рацібор
Рацібор (словац. Racibor) — річка в Словаччині, права притока Орави, протікає в окрузі Дольни Кубін.
Довжина приблизно 4.3 км. Витік знаходиться в масиві Оравська Магура (геоморфологічна підодиниця Кубінська-Голя; схил гори Два пні) — на висоті близько 1140 метрів. Протікає територією села Оравски Подзамок.
Впадає в Ораву на висоті приблизно 495-500 метрів.